# جي تي سي : أفريقيا (لعبة فيديو)
جي تي سي : أفريقيا، ومختصراسم العبة: بـ( الإنجليزية : GTC: Africa) والاسم الكامل للعبة : بـ( العربية : تحدي الجولات العالمية في أفريقيا) و بـ( الإنجليزية : Global Touring Challenge: Africa).
وهي عبارة عن لعبة فيديو إلكترونية ثلاثية الأبعاد من نوع سباق السيارات، وقد تم تطويرها من قبل شركة (راجي سوفتوير_ Rage Software) المطورة لألعاب الفيديو في سنة 2001م.
وقد تم الإعلان عن موعد صدورالعبة في يوم 19 ديسمبر من سنة 2002م. وقد أنتجت العبة لتعمل على أجهزة بلايستيشن 2.

## نبذة عن اللعبة
تبدأ أول مراحل لعبة السباق (جي تي سي : أفريقيا) في قارة أفريقيا، وبالتحديد فإن أول مرحلة في العبة تنطلق في دولة جنوب أفريقيا، وفي حال فوز المتسابق، فإنهُ ينتقل إلى المراحل التالية مثل : التسابق في طرق دولة أثيوبيا، ثم التسابق في طرق دولة مصر، ثم التسابق في صحراء ليبيا، ثم تونس، ثم الجزائر، وصولاً للمملكة المغربية وهي الجولة الأخيرة في سباقات هذه اللعبة.
وقد تحصلت اللعبة من مجلة ألعاب الفيديو اليابانية (فاميتسو _ Famitsu) على تقييم بنسبة 26 درجة من 40.